# 夏氏宗祠 (肥东县)
夏氏宗祠，是位于中国安徽省合肥市肥东县桥头集镇大夏村的一个清代古建筑，2008年入选第四批肥东县文物保护单位。
夏氏宗祠始建于明朝末期，民国初年修复，建筑坐北朝南，占地700平方米，建筑面积420平方米，二进五开间、东西两厢房，砖木结构抬梁式木构架，硬山灰瓦顶，现存一块匾额和一对石鼓。